# Fred Warmbold
Frederick Charles Warmbold, detto Fred (St. Louis, 18 settembre 1875 – St. Louis, 19 agosto 1926), è stato un lottatore statunitense.
Partecipò alle gare di lotta dei pesi massimi ai Giochi olimpici di Saint Louis 1904, dove vinse la medaglia di bronzo.

## Palmarès
In carriera ha conseguito i seguenti risultati:
- Giochi olimpici

St. Louis 1904: una medaglia di bronzo nella lotta libera categoria pesi massimi.